# Deng Hongbo
Deng Hongbo (chinesisch 邓洪波; geb. Juli 1965) ist ein chinesischer Diplomat. Seit 2024 ist er Botschafter der Volksrepublik China in Deutschland. Zuvor war er unter anderem Botschafter in Kenia.

## Biografie
Deng Hongbo ist Absolvent der Pekinger Fremdsprachenuniversität mit dem Abschluss Bachelor of Arts.
Im Jahr 1987 trat er in das Ministerium für Auswärtige Angelegenheiten der Volksrepublik China ein und durchlief verschiedene Fachbereiche: Bis 1988 war er Referent in der Abteilung für Verträge und Recht. Dann wurde er als Referent, Attaché und dritter Sekretär der Botschaft der Volksrepublik China in Vietnam berufen. Es folgte 1993 ein neuer Posten als dritter Sekretär, stellvertretender Abteilungsleiter und erster Sekretär in der Abteilung für nordamerikanische und ozeanische Angelegenheiten des chinesischen Außenministeriums. Diesen hatte er bis 1999 inne. Von 1999 bis 2005 war Deng Hongbo erster Sekretär und Botschaftsrat der Botschaft der Volksrepublik China in den Vereinigten Staaten.
Für die folgenden drei Jahre übernahm er wieder ein Amt im chinesischen Außenministerium: Er wurde Botschaftsrat und stellvertretender Generaldirektor in der Abteilung für nordamerikanische und ozeanische Angelegenheiten. Sein Aufstieg setzte sich fort mit der Berufung zum Botschafter in Kenia (2008), zum Ständigen Vertreter beim Umweltprogramm der Vereinten Nationen und zum Ständigen Vertreter beim Programm der Vereinten Nationen für menschliche Siedlungen (bis 2010). Bis 2013 war Deng wiederum an der Botschaft in den USA als Gesandter tätig.
Es folgten Beschäftigungen als Leiter des Büros für allgemeine Angelegenheiten im Büro der Zentralen Kommission für Auswärtige Angelegenheiten des Zentralkomitees der kommunistischen Partei Chinas (KPCh) (bis 2018), als Leiter des Büros für allgemeine Angelegenheiten und stellvertretender Direktor des Büros der Zentralkommission für Auswärtige Angelegenheiten (bis 2019) und als stellvertretender Direktor des Büros der Zentralen Kommission für Auswärtige Angelegenheiten (bis 2024).
Am 9. September 2024 übernahm er die Leitung der chinesischen Botschaft in Berlin als Nachfolger von Wu Ken. Die Akkreditierung als Botschafter bei Bundespräsident Frank-Walter Steinmeier folgte am 23. Oktober 2024.

## Persönliches
Deng Hongbo ist verheiratet mit Shi Ling und spricht Englisch und Chinesisch.